# 걸 인 레드
걸 인 레드(Girl In Red, 1999년 2월 16일 ~ )는 노르웨이의 싱어송라이터로, 본명은 마리 울벤(Marie Ulven)이다.
사운드클라우드 유저명 'Lydia x'로 음악을 올리면서 이름을 알리기 시작했다. 레즈비언으로서의 정체성과 섬세한 감성을 가사와 음악에 잘 녹아내어 젊은 층들의 공감을 자아냈다고 평가 받는다. 2018년 데뷔 EP chapter 1 을 발매했다. BBC 사운드 오브 2021 명단에 올랐다.

## 음반 목록

### 정규 음반
- If I Could Make It Go Quiet (2021)
- I'm Doing It Again Baby! (2024)

### 컴필레이션
- Beginnings (2019)

### EP
- chapter 1 (2018)
- chapter 2 (2019)